# Ég á líf
Chansons représentant l'Islande au Concours Eurovision de la chanson
Never Forget
(2012) No Prejudice
(2014)
Ég á líf (en français, « J'ai une vie ») est une chanson du chanteur islandais Eyþór Ingi Gunnlaugsson.
Notamment connue pour avoir représenté l'Islande au Concours Eurovision de la chanson 2013, qui s'est déroulé à Malmö en Suède, elle est la première à être interprétée en islandais au concours depuis 1997. La chanson a été interprétée lors de la 2e demi-finale le 16 mai 2013, où elle a obtenu la 6e place avec 72 points, lui permettant d'accéder à la finale. Lors de la finale qui s'est déroulée le 18 mai 2013, l'Islande a terminé à la 17e place avec 47 points.

## Classements
| Classement (2013)           | Meilleure position |
| --------------------------- | ------------------ |
| Islande (Tonlist)           | 1                  |
| Allemagne (Top 100 Singles) | 75                 |
| Pays-Bas                    | 84                 |
| Suisse                      | 46                 |